# بانوی سیاه‌پوش بردلی وودز

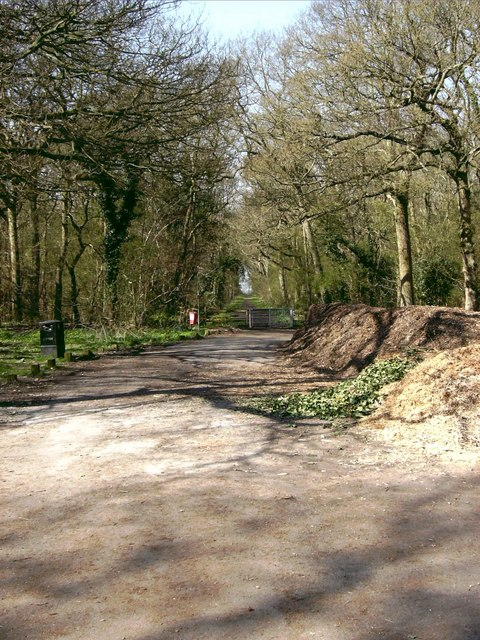
جنگل بِرَدلی وودز

بانوی سیاه‌پوش بردلی وودز (به انگلیسی: Black Lady of Bradley Woods) شبحی است که گفته می‌شود جنگل حوالی دهکدهٔ لینکلن‌شر انگلستان را تسخیر کرده‌است. به گفتهٔ افرادی که ادعا می‌کنند او را دیده‌اند بانوی سیاه‌پوش جوان و زیباست، قامتی میانه دارد، ردایی برتن و کلاهی بر سر دارد که موهایش را می‌پوشاند اما صورت ماتم‌زده و خیس از اشکش را نمی‌پوشاند. طبق افسانه‌ها او هرگز به کسی آسیب نرسانده‌است.

## افسانه
در دورهٔ جنگ رزها چوب‌بُری جوان به همراه همسر و فرزند نوزادش ساکن کلبه‌ای در بردلی وودز بودند. پس از مدتی مرد جوان به جنگ رفت و همسر و فرزندش را تنها گذاشت. ماه‌ها گذشت و خبری از او نشد. زن جوان هر روز در حالیکه نوزادش را در آغوش گرفته بود به جایی که جنگل تمام می‌شد می‌رفت و در انتظار بازگشت همسرش منتظر می‌ایستاد. تا اینکه یک روز ارتش دشمن از رود هامبر عبور کرد و در مسیر حمله به لینکلن‌شر از آن منطقه عبور کرد. وقتی زن جوان کلبه‌شان را ترک کرد ۳ سوارکار او را گیر انداختند، وحشیانه به او تجاوز کردند، نوزادش را ربودند و قهقه زنان در میان جنگل ناپدید شدند. زن دل‌شکسته و تحقیرشده، در پی یافتن کودک و همسرش سرگردان جنگل شد.
پس از مرگش، مردم او را می‌دیدند که همچنان در جنگل سرگردان است و به جستجویش ادامه می‌دهد.